# Gatunek 3
Gatunek 3 (ang. Species III) – amerykański horror z 2004 roku. Sequel filmu Gatunek 2 z 1998 roku.

## Fabuła
Uznana za zmarłą Eve (Natasha Henstridge) – hybryda będąca półczłowiekiem-półkosmitką nagle ożywa i rodzi dziecko, po czym umiera. Dziecko zostaje uprowadzone przez doktora Abbota (Robert Knepper), który zaczyna prowadzić nad nim badania. Niemowlę bardzo szybko rośnie, stając się kobietą, której Abbot nadaje imię Sara (Sunny Mabrey). Dr Abbot nie wie, że Sara to krwiożercza hybryda człowieka i kosmity.

## Obsada[3]
- Natasha Henstridge – Eve
- Robin Dunne – Dean
- Robert Knepper – doktor Abbot
- Sunny Mabrey – Sara
- Savanna Fields – młoda Sara
- Amelia Cooke – Amelia
- John Paul Pitoc – Hastings
- Michael Warren – agent Wasach
- Christopher Neame – doktor Nicholas Turner
- Patricia Bethune – Colleen
- Joel Stoffer – Portus
- James Leo Ryan – Yosef